# Mazda MX-3
Mazda MX-3 är en personbil, tillverkad av Mazda och presenterad 1991. Bilen lanserades med olika motorer, en 1,6-litersmotor och en avsevärt kraftfullare V6. Mazda hade modellen i produktion till 1998.

## Prestanda
MX-3 med V6 hade en toppfart på 210 km/h. GS-modellen kunde accelerera från 0–96 km/h (60 miles per timme) på 8,5 sekunder. K8-motorns rödmarkering på varvräknaren började vid 7000 varv per minut och övervarvningsskyddet trädde in vid 7800rpm. Motorn var även utrustad med ett VRIS-system och är en av de minsta V6 motorer som fabrikstillverkats.

## Bilens specifikationer
- Totallängd (mm)		4208
- Totalbredd (mm) 		1695
- Totalhöjd (mm) 		1310
- Hjulbas (mm) 		2455
- Spårvidd fram/bak (mm) 		1460/1465
- Tjänstevikt (kg) 		1220
- Motortyp 		V6 DOHC, 24 ventiler
- Cylinderdiam. x slaglängd (mm) 		75x69,6
- Cylindervolym (cm^3) 		1845
- Kompressionsförhållande 		9,2:1
- Max effekt hk(kW)varv/min 		136(100)/6800
- Max vridm. Nm/varv/min 		160/5300
- Bränsletank (l) 		50
- Acceleration 0–100 km/h (sek) 		8,5
- Toppfart (km/h) 		202
- Växellåda/drivning 		5 vxl manuell/fram
- Vänddiameter (m) 		9,8
- Bromsar fram/bak 		Vent. skivbromsar/skivbromsar
- Däck/fälg 		205x55R15/6JJx15
- Bränsledekl. stad (l/mil) 		1,03
- Bränsledekl. landsväg (l/mil) 		0,67
- Bränsledekl. blandad (l/mil) 		0,87
- Luftmotståndskoefficient (Ns/m) 		0,31

## Bilder

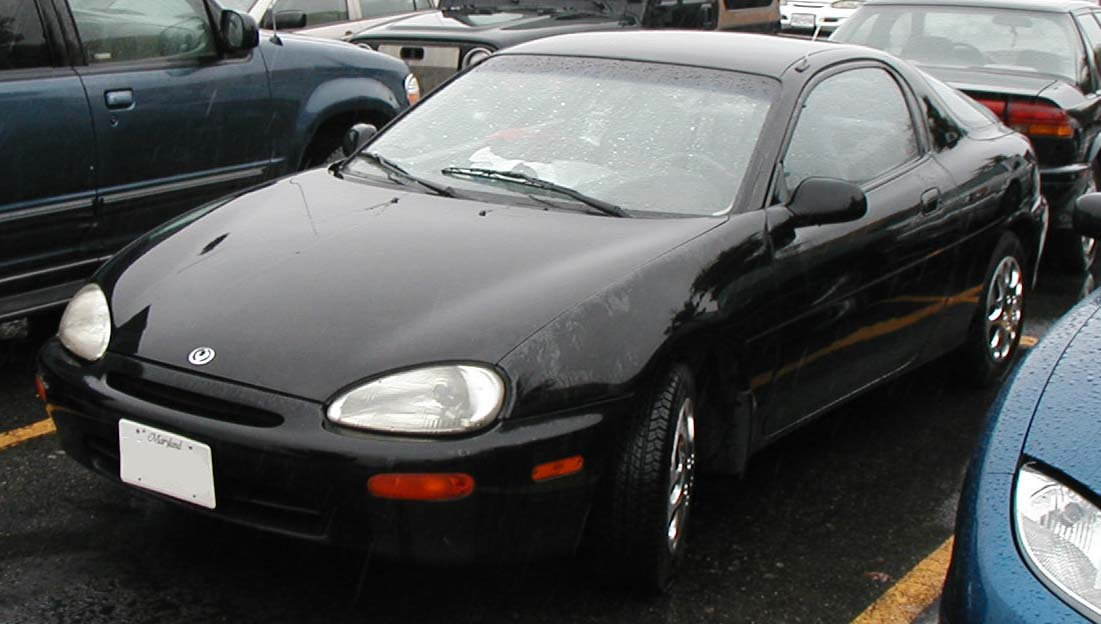
USDM Mazda MX-3
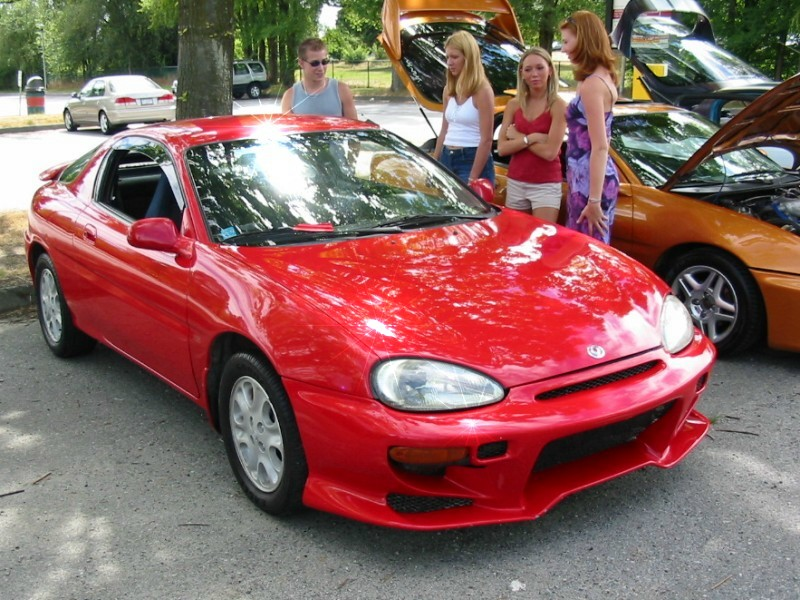
Stylad Mazda MX-3
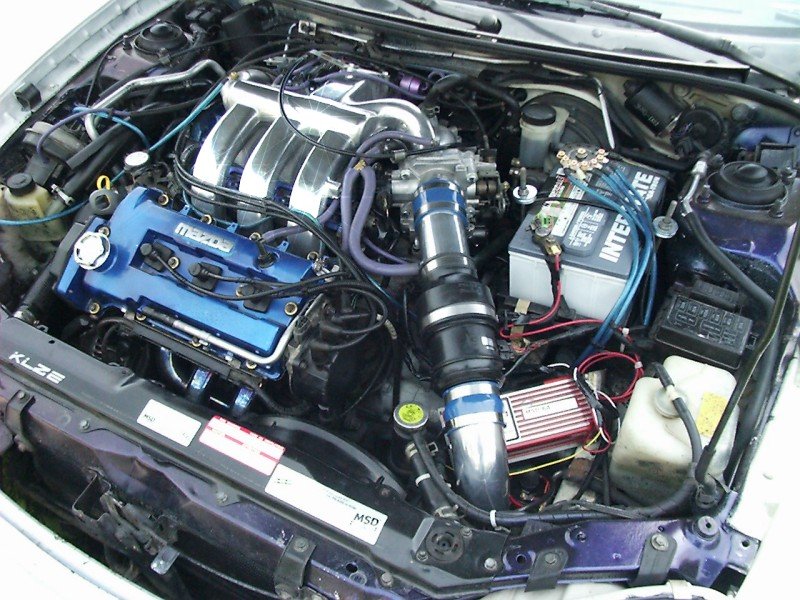
1992 Mazda MX3 med 2.5L KLZE V6